# Agents secrets
Pour les articles homonymes, voir Agents secrets (homonymie).
Pour plus de détails, voir Fiche technique et Distribution.
Agents secrets est un film d'espionnage franco-hispano-italien réalisé par Frédéric Schoendoerffer, sorti en 2004.

## Synopsis
Agents secrets met en scène un groupe d'agents de terrain de la DGSE, avant, pendant, et après une mission au Maroc. L'un des agents, Lisa (Monica Bellucci), est piégée par le service et se retrouve derrière les barreaux pour accomplir, au sein de la prison, une mission contre son gré. Échappant au contrôle du service qui tente de le faire taire, l'ami de Lisa, Brisseau (Vincent Cassel), comprend que les deux missions sont liées entre elles pour des raisons politiques et financières.

## Fiche technique
- Titre : Agents secrets
- Réalisation : Frédéric Schoendoerffer
- Scénario : Yann Brion, Jean Cosmos, Olivier Douyère, Frédéric Schoendoerffer et Ludovic Schoendoerffer
- Production : Éric Névé, Francisco Ramos, Catherine Lapoujade et Jean-Louis Porchet
- Image sous marine CINEMARINE Cinéaste Christian Pétron
- Distribution :  France : TFM Distribution
- Musique : Bruno Coulais
- Photographie : Jean-Pierre Sauvaire
- Montage : Irene Blecua
- Décors : Jean-Baptiste Poirot
- Costumes : Nicole Ferrari et Virginie Montel
- Régleur cascades : Stéphane Boulay
- Cascadeur : Stéphane Boulay
- Travelling voiture : Stéphane Boulay
- Pays de production :  France,  Italie,  Espagne
- Langues : français, anglais, allemand, espagnol
- Budget : 14 millions d'euros
- Format : couleur - 2,35:1 - Dolby Surround - 35 mm
- Genre : Espionnage, action, thriller
- Durée : 109 minutes
- Date de sortie : 
  - France : 31 mars 2004 (Belgique, France)

## Distribution
- Vincent Cassel : Georges Brisseau
- Monica Bellucci : Lisa
- André Dussollier : le colonel Grasset
- Charles Berling : Eugène
- Bruno Todeschini : homme maigre en civil
- Sergio Peris-Mencheta : Raymond
- Ludovic Schoendoerffer : Loïc
- Éric Savin : Tony
- Serge Avédikian : Igor Lipovsky
- Gabrielle Lazure : Véronique Lipovsky
- Najwa Nimri : Maria Menendez
- Simón Andreu : Maître Deligny
- Clément Thomas, Pierre Balesi et Stéphane Boulay : hommes de main
- Rosanna Walls : l'amie de Maria Menendez
- Jay Benedict : l'Américain
- Maud Buquet : jeune femme du Bon Marché
- Beatrice Kessler : Helena Standler
- Roberto Molo : douanier Genève
- François Bercovici : homme au chapeau
- Jean-Pierre Bouchard, Alain Cousseau et Salah Dizane : hommes prépa DGSE
- Shadrak Malinka : Da Silva
- Marina Moncade : gardienne de prison
- Jo Prestia : Gianni
- Walter Shnorkell : nettoyeur DGSE
- Paul Schoendoerffer : Piotr Lipovsky
- Louis Schoendoerffer : Luther Lipovsky
- Nathalie Billote : amie de Gianni
- Antonio Buíl : homme Lipovsky
- Hubert Cudre : douanier Geneve 1
- Jérôme Dassier : opérateur DGSE
- Jean-Marie Daunas et Laurent Flaesch : victimes
- Alessandro Di Martini, Dominique Nikola et Alexandre Ottovaggio : les touristes
- Doctor Gabs : pianiste hotel chic
- Stefan Godin : technicien
- Georges Guerreiro et Jacques Michel : hommes Volkswagen break
- Hicham Ibrahimi : réceptionniste
- François Kounen : technicien DGSE
- Laurent Labasse : vieil ami Brisseau
- Natalia Menéndez : femme médecin prison
- Gérard Moll : homme Volkswagen break
- Stéphane Petit : garde du corps Lipovsky
- Marisol Rozo : jeune fille
- Lamia Rhoul : femme à la piscine
- Amélie Schoendoerffer : secrétaire
- Stephen Shagov : ?
- Edmond Vullioud : homme hôtel
- Emmet Judson Williamson : homme Lipovsky 2
- Pierre Schoendoerffer : client au bar (apparition furtive)

## Autour du film
- Agents secrets marque la septième collaboration du couple Vincent Cassel / Monica Bellucci, après L'Appartement (1996), Dobermann (1997), Embrasse-moi Pasqualino ! (1997), Méditerranées (1999), Le Pacte des loups (2001) et Irréversible (2002).
- Agents Secrets est la suite de Scènes de crimes (2000), qui forme avec lui et avec le film Truands (2007) la trilogie de Frédéric Schoendoerffer sur la police, l’État et le grand banditisme.
- La première partie du film reprend de manière légèrement adaptée l'affaire du Rainbow Warrior. Les événements sont transposés à Casablanca et le navire saboté transporte des armes et non des militants écologistes.
- La plupart des poursuites en voiture et des cascades ont été tournées à Genève et à Lausanne en Suisse.
- Sur le site internet Allociné, vingt critiques de presse donnèrent en moyenne la note de 3,2/5 au film. Les spectateurs, quant à eux, avec 2 164 avis donnèrent au film la note de 1,6/5 [1]